# Bethel Heights
Bethel Heights é uma cidade  localizada no estado americano de Arkansas, no Condado de Benton.

## Demografia
Segundo o censo americano de 2000, a sua população era de 714 habitantes. 
Em 2006, foi estimada uma população de 1017, um aumento de 303 (42.4%).

## Geografia
De acordo com o United States Census Bureau, a localidade tem uma área de 6,5 km², sem área coberta por água.

## Localidades na vizinhança
O diagrama seguinte representa as localidades num raio de 16 km ao redor de Bethel Heights. 